# Aertrycke
Aertrycke, (en néerlandais : Aartrijke), est une section de la commune belge de Zedelghem située en Région flamande dans la province de Flandre-Occidentale au sud-ouest de Bruges. C'était une commune à part entière avant la fusion des communes de 1977.
Le château d'Aertrycke se trouvait sur le territoire de la commune jusqu'en 1976, il se trouve maintenant sur la commune de Thourout.

## Démographie

### Évolution démographique
Source:INS